# Jelena Moissejewna Rschewskaja
Jelena Moissejewna Rschewskaja (Pseudonym), geborene Jelena Moissejewna Kagan (russisch Елена Моисеевна Ржевская; * 27. Oktober 1919 in Homel; † 25. April 2017 in Moskau), war eine sowjetisch-russische Schriftstellerin und Übersetzerin.

## Leben
Rschewskajas Vater Moissei Alexandrowitsch Kagan (1889–1966), Kaufmannssohn, war Jurist, wurde Vorstandsvorsitzender der Allukrainischen Staatsbank und arbeitete nach der Oktoberrevolution im Volkskommissariat für Landwirtschaft. Nach der Scheidung 1941 heiratete er in 2. Ehe die Medizinerin Bella Grigorjewna Leites. Rschewskajas Mutter war Zahnärztin.
Rschewskaja studierte 1937–1941 am 1931 gegründeten Moskauer Institut für Philosophie, Literatur und Geschichte. Darauf nahm sie am Deutsch-Sowjetischen Krieg teil. Sie kam als Übersetzerin in den Stab der 30. Armee unter Dmitri Danilowitsch Leljuschenko an der Front bei Rschew, woraus ihr Pseudonym resultierte. 1943 wurde sie Mitglied der KPdSU. Sie nahm als Leutnant an der Schlacht um Berlin teil. Sie war nach dem Suizid und der hastig erfolgten Verbrennung  Adolf Hitlers an der Suche nach dessen verkohlter Leiche beteiligt und auch an der Identifizierung seiner Knochen und Zähne.
Nach dem Krieg studierte Rschewskaja am Moskauer Maxim-Gorki-Literaturinstitut mit Abschluss 1948. Sie arbeitete dann als Schriftstellerin. Ihre Veröffentlichungen erschienen ab 1950. 1962 wurde sie Mitglied des Schriftstellerverbands der UdSSR. Sie war Mitglied des russischen PEN-Zentrums.
In den 1980er Jahren setzte sich Rschewskaja mit anderen für die staatliche und gesellschaftliche Anerkennung der besonderen Rolle der Stadt Rschew im Deutsch-Sowjetischen Krieg ein. Daraus entwickelte sich die Idee der „Stadt militärischen Ruhms“, so dass Rschew als eine von 40 russischen Städten diesen Titel bekam.
Rschewskaja war in 1. Ehe verheiratet mit dem Dichter Pawel Dawydowitsch Kogan. Ihre Tochter Olga heiratete den Chemiker Boris Dawidowitsch Summ. In 2. Ehe heiratete Rschewskaja 1946 den Schriftsteller Issaak Naumowitsch Kramow (1919–1979, ursprünglich Rabinowitsch, Bruder des Schriftstellers Leonid Naumowitsch Wolynski/Rabinowitsch). Der Kybernetiker Boris Moissejewitsch Kagan und der Physiker Juri Moissejewitsch Kagan waren Rschewskajas Brüder. Der Unternehmer Leonid Borissowitsch Boguslawski und der Physiker Maxim Jurjewitsch Kagan waren ihre Neffen. Die Schauspielerin Walentina Grigorjewna Wagrina war ihre Cousine, während der Schriftsteller Sachar Lwowitsch Chazrewin, der Ingenieur Naum Alexandrowitsch Rogowin und der Chemiker Sachar Alexandrowitsch Rogowin ihre Vetter waren.
Rschewskaja wurde in Moskau auf dem Kunzewoer Friedhof begraben.

## Ehrungen, Preise
- Orden des Vaterländischen Krieges II. Klasse (zweimal)[1][7]
- Orden des Roten Sterns
- Medaille „Für Verdienste im Kampf“
- Medaille „Für die Befreiung Warschaus“
- Medaille „Für die Einnahme Berlins“
- Medaille „Sieg über Deutschland“
- Fadejew-Goldmedaille für Literaturwerke über Heldentaten des Volkes zur Verteidigung der Heimat (1987)[1]
- Sacharow-Preis für Schriftsteller-Mut (1996)[1]
- Ehrenbürgerin der Stadt Rschew (2000)
- Wenez-Preis des Russischen Schriftstellerverbands (2001)[1]
- Preis der Zeitschrift Völkerfreundschaft (2001)[1]